# 天主教大吉嶺教區
天主教大吉嶺教區 （拉丁語：Dioecesis Darieelingensis）是羅馬天主教的一個教區，位於印度大吉嶺。範圍包括西孟加拉邦大吉嶺縣，並代管以佛教主要宗教的錫金邦，以及以佛教為國教的不丹王國。受加爾各答總教區管轄。
1929年5月15日設錫金自治傳教區，領地自打箭爐宗座代牧區（今四川康定教區）劃出，1931年6月16日升為監牧區。1962年8月8日升為教區並易名至今。現任主教為斯德望‧雷布查。2006年有35個堂區、33,553教友、100名司鐸。